# Liste der denkmalgeschützten Objekte in Breitenau (Niederösterreich)
Die Liste der denkmalgeschützten Objekte in Breitenau enthält die denkmalgeschützten, unbeweglichen Objekte der Gemeinde Breitenau im niederösterreichischen Bezirk Neunkirchen.

## Denkmäler
| Foto |                 | Denkmal                                                            | Standort                                              | Beschreibung | Metadaten |
| ---- | --------------- | ------------------------------------------------------------------ | ----------------------------------------------------- | --- | --- |
| ja   | Datei hochladen | Bürgerhaus, ehem. Forsthaus HERIS-ID: 33697 Objekt-ID: 31389       | Kirchenplatz 1 Standort KG: Breitenau                 | zweigeschoßige hakenförmige ursprünglich vierflügelige Anlage aus dem Ende des 18. Jahrhunderts, Fassade von 1995 in barocken Formen | BDA-Hist.: Q37953474 Status: Bescheid Stand der BDA-Liste: 2025-06-30 Name: Bürgerhaus, ehem. Forsthaus GstNr.: .5                                  |
| ja   | Datei hochladen | Kath. Filialkirche hl. Veit HERIS-ID: 49554 Objekt-ID: 53393       | Kirchenplatz 10 Standort KG: Breitenau                | 1908/09 erbaute neugotischer Saalbau mit halb eingestelltem Südturm, Baumeister Riffer, 1934 restauriert.                            | BDA-Hist.: Q38034586 Status: § 2a Stand der BDA-Liste: 2025-06-30 Name: Kath. Filialkirche hl. Veit GstNr.: .50 Filialkirche Breitenau am Steinfeld |
| ja   | Datei hochladen | Figurenbildstock Maria Immaculata HERIS-ID: 79725 Objekt-ID: 93421 | gegenüber Neunkirchnerstraße 4 Standort KG: Breitenau | Der Figurenbildstock Maria Immaculata am Dreiecksanger ist mit der Jahreszahl 1861 bezeichnet.                                       | BDA-Hist.: Q38171882 Status: § 2a Stand der BDA-Liste: 2025-06-30 Name: Figurenbildstock Maria Immaculata GstNr.: 509/6                             |